# Hans Ebert (Politiker)
Richard Karl Hans Ebert (* 16. Juni 1889 in Hörde; † 26. Januar 1967 in Düsseldorf) war ein deutscher Jurist und Politiker.

## Leben
Als Sohn eines Lehrers geboren, studierte Ebert Rechtswissenschaften in Freiburg im Breisgau. Während seines Studiums wurde er 1908 Mitglied der Burschenschaft Teutonia Freiburg. Nach Examen, Referendariat und Promotion zum Dr. jur. wurde er 1916 Hilfsrichter in Elberfeld und Remscheid sowie Magistrats-Stadtrat. 1924 wurde er für eine zwölfjährige Amtszeit zum Zweiten Bürgermeister von Altona gewählt. Er gehörte der Deutschen Demokratischen Partei (DDP) an, für die er 1927 und 1929 Abgeordneter im Provinziallandtag Schleswig-Holstein war. 1933 wurde er durch die Nationalsozialisten seines Amtes enthoben und in den Ruhestand versetzt.

## Veröffentlichungen
- Über den öffentlichen Glauben des Erbscheins nach dem Bürgerlichen Gesetzbuch. Dissertation Universität Erlangen 1913.